# كويتشي ياموتشي
كويتشي ياموتشي هو سياسي ياباني، ولد في 25 أغسطس 1973 في تشيكوشينو في اليابان. نشط حزبياً في الحزب الليبرالي الديمقراطي الياباني. في الانتخابات العامة اليابانية 2017، انتخب عضو مجلس النواب الياباني ‏ عن دائرة Kyushu proportional representation block ‏ وقد انضم خلال فترته النيابية ‏ (22 أكتوبر 2017 – ) للكتلة البرلمانية Constitutional Democratic Party of Japan (2017) ‏ وانتخب عضو مجلس النواب الياباني ‏.

## وصلات خارجية
- الموقع الرسمي